# Dřevíčská výzva
Dřevíčská výzva byla česká občanská iniciativa, která v březnu 1999 zveřejnila dokument s názvem Jak oživit českou ekonomiku. Šlo o kritiku tehdejšího ekonomického stavu země a doporučení, jak tento stav zlepšit, který podepsalo celkem 11 ekonomů a dalších veřejně známých osobností. Pojmenována byla podle zámku Dřevíč, jehož majitel, Karel Schwarzenberg, byl jedním ze signatářů. Iniciativa byla spojována s prezidentem Václavem Havlem, tehdejšími stranami „opoziční smlouvy“ (ČSSD a ODS) byla odmítnuta a postupně upadla v zapomenutí, ačkoli některá z navrhovaných opatření byla nakonec provedena. O čtyři měsíce později vznikla další iniciativa Impuls 99.

## Obsah výzvy
Výzva požadovala dokončení ekonomických reforem, přičemž se zaměřila na odstranění jen těch nejdůležitějších brzd hospodářského růstu a za nejpodstatnější označila institucionální reformy. Pro vytvoření standardního ekonomického prostředí, ve kterém by se prosadili jen schopní a zároveň zákony dodržující vlastníci, mělo být zapotřebí zrychlit práci soudů a zlepšit jejich materiální vybavení, v oblasti bankrotů se mělo zvýraznit postavení věřitelů a mělo dojít ke zkrácení konkursního řízení. Dále měl být vytvořen oficiální systém monitorování neplatičů, obchodní rejstříky měly sloužit jen jako registrační místo a měl být novelizován obchodní zákoník v oblasti restrukturalizací obchodních společností. Mělo být reformováno správní soudnictví, výrazně redukovány počty státních zaměstnanců, včetně zrušení některých úřadů, a ve státní správě měl být akcentován princip zásluhovosti, namísto úřední definitivy. Všechna navrhovaná opatření v oblasti průmyslu a obchodu měla být projednávána zvláštním orgánem, v němž by měl paritní zastoupení soukromý sektor. Na kapitálovém trhu se měla zvýšit transparentnost obchodování, např. přes veřejně přístupný registr vlastníků, a mělo být dokončeno otevírání uzavřených investičních fondů.
Základních východiskem Dřevíčské výzvy byla myšlenka, že stát má vytvářet pouze právní rámec pro ekonomické chování lidí a firem. Neměl být proto hlavním účastníkem restrukturalizace podniků, tu měl provádět soukromý sektor a zúčastněné banky. Zároveň však požadovala rekapitalizaci a následnou privatizaci bank do rukou silných zahraničních investorů, kteří by nadále navyšovali jejich kapitál. Stát se měl zbavovat většiny podílů v podnicích, včetně energetiky, telekomunikací nebo poštovních služeb, aby tak podpořil konkurenční prostředí. Konkurence měla dostat svůj prostor i v oblasti dosavadní regulace nájemného a cen elektřiny a plynu. Pro snížení nezaměstnanosti bylo zapotřebí odstraňovat překážky pro podnikání, snižovat náklady práce a směřovat k co nejpružnějšímu pracovnímu trhu.
V podmínkách otevřené české ekonomiky je důležitá přiměřená rozpočtová politika, proto signatáři výzvy navrhovali, aby se pokud možno omezily současné i budoucí státní výdaje a veřejné rozpočty byly co nejvíce zjednodušeny a zpřehledněny. Státní výdaje měly být spíše omezovány, např. podle jejich názoru se nebylo možné vyhnout zvýšení důchodového věku na 65 let, přičemž stát měl také podporovat soukromé spoření na stáří. Naopak v oblasti práva a pořádku, bezpečnosti, vzdělávání, infrastruktury a vědy a výzkumu měl stát své výdaje zvyšovat. Daňový systém bylo záhodno zjednodušit, sazby DPH se měly přiblížit k sobě a celkově měla být daňová zátěž snižována. Za přínosné pro ekonomické prostředí také považovali, pokud by stát publikoval své střednědobé rozpočtové strategie.

## Signatáři
- Oldřich Dědek
- Karel Kouba
- Vladimír Kreidl
- Vratislav Kulhánek
- Jiří Kunert
- Jan Macháček
- Lubomír Mlčoch
- Karel Schwarzenberg
- Zdeněk Tůma
- Václav Valeš
- Miroslav Zámečník